# Kazimierz Bogacz (geolog)
Kazimierz Bogacz (ur. 4 marca 1926 w Sanoku, zm. 29 kwietnia 1979) – docent doktor inżynier, geolog, wykładowca akademicki.

## Życiorys
Urodził się 4 marca 1926 w Sanoku, w rodzinie Andrzeja Bogacza, oficera Wojska Polskiego, i Zofii Barbary z domu Bezucha (1902–1991), córki sędziego Augusta Bezuchy, siostry m.in. oficerów Wojska Polskiego – Jana i Zygmunta. Lata młodości spędził na wschodnich kresach II Rzeczypospolitej (Kobryń, Baranowicze) w związku ze służbą ojca. Po kilku pierwszych latach II wojny światowej i trwającej okupacji niemieckiej powrócił do rodzinnego miasta. Pracował w przedsiębiorstwie niemieckim „Karpathen Öl” jako pomocnik wiertacza i jednocześnie kształcił się: na tajnych kompletach oraz przez dwa lata w sanockiej Polnische Öffentliche Handelsschule. Po zakończeniu wojny w 1946 zdał maturę w I Państwowej Szkole Męskiej Stopnia Podstawowego i Licealnego w klasie o profilu matematyczno-fizycznym. Następnie podjął studia matematyki na Wydziale Matematyczno-Fizycznym Uniwersytetu Jagiellońskiego, a po roku przeniósł się na Wydział Geologiczno-Mierniczy Akademii Górniczo-Hutniczej w Krakowie (wraz z nim rozpoczęli studia jego koledzy szkolni z Sanoka, Łucjan Rudzik i Stanisław Węcławik). Jeszcze jako student, w 1950 podjął pracę naukową w AGH, którą zaproponował mu prof. Henryk Świdziński. Studia ukończył w 1952 z tytułem inżyniera geologa i magistra nauk technicznych. Został asystentem w 1950, starszym asystentem w 1953, następnie adiunktem w latach 1958–1968, w 1965 obronił doktorat, w 1968 został docentem w Katedrze Geologii, a później w Instytucie Geologii Regionalnej i Złóż Węgli Akademii Górniczo-Hutniczej. W sferze dydaktycznej uczelni AGH był prodziekanem Wydziału Geologiczno-Poszukiwawczego w latach 1969–1972, a po śmierci prof. Świdzińskiego od 1969 był kierownikiem Zakładu Tektoniki i Zdjęć Geologicznych w ramach tego wydziału.
Jako geolog badał różne tereny, w tym Karpaty, Beskid Niski, Gorce, Beskid Wyspowy, Beskid Sądecki, okolice Krakowa. Jego badania były pomocne przy poszukiwaniach rud metali nieżelaznych, poszukiwaniem i dokumentacji zasobów wód słodkich i mineralnych oraz do opracowań w zakresie górnictwa oraz budownictwa wodnego i lądowego. Opublikował ok. 40 prac naukowych.
Zasiadał w Radzie Zakładowej ZNP oraz był członkiem Polskiego Towarzystwa Geologicznego. Działał w tworzeniu Domu Spokojnej Starości.

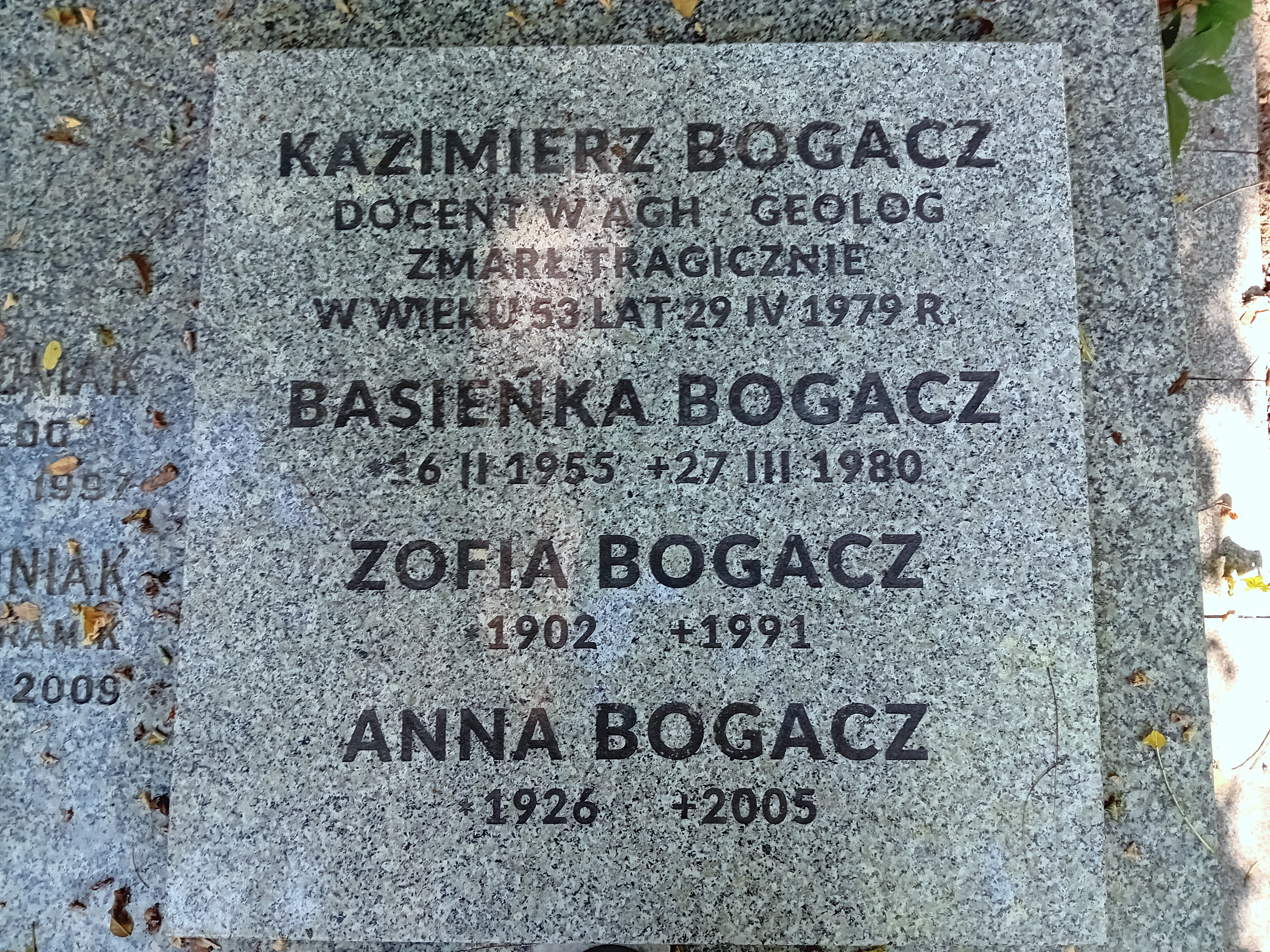
Tablica nagrobna Kazimierza Bogacza

Zamieszkiwał przy ulicy Szlak 18/13 w Krakowie. Zginął w wypadku samochodowym 29 kwietnia 1979. Został pochowany na cmentarzu Rakowickim w Krakowie (kwatera P-1-21, 22).
Jego kolegą szkolnym z Sanoka, studenckim w Krakowie oraz współpracownikiem naukowym na AGH (m.in. razem publikowali) był Stanisław Węcławik, który rok po śmierci Kazimierza Bogacza, w publikacji Księga pamiątkowa (obchodów 100-lecia Gimnazjum oraz I Liceum Ogólnokształcącego w Sanoku) z 1980 opublikował artykuł pt. Kazimierz Bogacz (1926–1979). Wspomnienia pośmiertne, stanowiący jego biogram. W 1984 ukazała się osobna publikacja pt. Kazimierz Bogacz (1926–1979) autorstwa Stanisława Węcławika.

## Publikacje
- Budowa geologiczna północnego obrzeżenia Rowu Krzeszowickiego (1967)
- Przewodnik geologiczny po zachodnich Karpatach fliszowych (1969, współautorzy: Jerzy Chrząstowski, Andrzej Radomski)
- Wody mineralne województwa krakowskiego (1974)
- Problemy tektoniki północno-wschodniego obrzeżenia Górnośląskiego Zagłębia Węglowego. Materiały konferencji terenowej. Czatkowice 15–16 października 1977 (1977)
- Atlas miejskiego województwa krakowskiego (1979, współautorzy: Kazimierz Trafas, Mieczysław Klimaszewski)
- Karpaty fliszowe między Olzą a Dunajcem: przewodnik geologiczny (1979, współautor: Rafał Unrug)
- Budowa geologiczna miejskiego województwa krakowskiego (1980)

## Odznaczenia
- Złoty Krzyż Zasługi
- Medal 10-lecia Polski Ludowej (1955)[8]
- Złota Odznaka ZNP
- Srebrna Odznaka „Za Pracę Społeczną dla miasta Krakowa” (1969)[9]